# American Network
American Network conocido como AN fue un canal de televisión por suscripción latinoamericano, de origen mexicano, centrado en la emisión de series de origen estadounidense. Fue lanzado en 2002 y era propiedad de Televisa Networks. El canal transmitió en toda Latinoamérica con programas en inglés originarios de los Estados Unidos. La mayoría de los eran de propiedad de CBS Television Studios o de programación distribuida. La cobertura de American Network incluyó todos los de CBS News. Otros programas en su agenda incluyeron programación de CBS Sports y Food Network. Estaba orientado principalmente a la comunidad estadounidense radicada en México. El 4 de septiembre de 2011, el canal fue relanzado como Tiin, de corte infantil y juvenil.

## Programación

### Talk shows
- Dr. Phil
- Late Show with David Letterman
- Rachael Ray
- The Montel Williams Show
- The Oprah Winfrey Show
- The Late Late Show with Craig Ferguson

### De concursos
- Jeopardy!
- Wheel of Fortune

### Noticias
- 48 Hours
- 60 Minutes
- CBS News Sunday Morning
- CBS Evening News
- The Early Show
- Face the Nation
- Entertainment Tonight
- Inside Edition
- up to the Minute

### Novelas
- As the World Turns
- The Young and the Restless

### TV Series
- Becker
- Cuts
- Girlfriends
- Half & Half
- Judging Amy
- Californication
- Walker, Texas Ranger

### Cocina
- Everyday Italian
- Rachael Ray Tasty Travel
- Barefoot Contessa
- Date plate
- Iron Chef
- Behind the bash
- 30 Minute Meals
- $40 a Day

### Deportes
- College Football
- Gladiadores Americanos (También fue transmitido por Tiin)

- Datos: Q4744585